# Enying

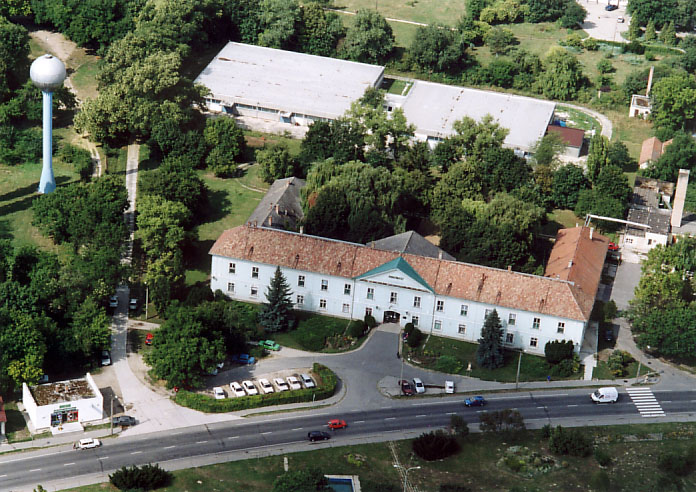
Batthyány herrgård.

Enying är en mindre stad i Ungern.